# القناب
اَلقَناب (آلقانو) یکی از روستاهای بخش مرکزی شهرستان گِرمی (مغان) است.

## موقعیت جغرافیایی
براساس آخرین نتایج تقسیمات کشوری روستای آلقانو (اَلقَناب) در بخش اجارود مرکزی شهرستان گِرمی در جنوب روستای بابی‌کندی واقع شده و نزدیک‌ترین شهر به آن گِرمی است.
در لغت‌نامهٔ دهخدا آمده است که اَلقَناب دهی است جزء دهستان اجارود. بخش گِرمی شهرستان اردبیل در ۱۲ هزارگزی شمال خاوری بخش گِرمی و ۷ هزارگزی شوسهٔ بخش گِرمی - بیله‌سوار، جلگه و گرمسیر است. سکنهٔ آن ۱۹۹ تن شیعهٔ، ترک‌ربان‌اند. آب آن از چشمه تأمین می‌شود.
این روستای کوهستانی آب‌وهوای ییلاقی (با بهار و پاییز خنک و مطبوع و زمستانی سرد و تابستانی معتدل و چشمهٔ آب گوارایی دارد.

## جمعیت
براساس آخرین نتایج سرشماری نفوس و مسکن سال ۱۳۹۰ روستای القناب داری ۲۴ خانوار با ۹۲ نفر جمعیت است که ۴۴ نفر از جمعیت روستا را مردان و ۴۸ نفر را زنان تشکیل داده‌اند.

## زبان و مذهب مردم
زبان اهالی این روستا ترکی آذربایجانی روان و مذهبشان شیعه است.

## اقتصاد و شغل
مشاغل این روستا عمدتاً کشاورزی و دامپروری است. عمده محصول این روستا غلات و حبوبات شامل گندم، جو، عدس و نخود، و نیز فراورده‌های لبنی سنتی است و بیشتر زمین‌های این منطقه زیر کشت دیم گندم و جو است.

## امکانات
از امکانات عمومی این روستا می‌توان به آب، برق، تلفن، مدرسهٔ ابتدایی و مسجد اشاره کرد.